# Curcuma mangga
Curcuma mangga là một loài thực vật có hoa trong họ Gừng. Loài này được Theodoric Valeton & Coenraad van Zijp mô tả khoa học đầu tiên năm 1917. Tên gọi địa phương tại Tây Java là temu mangga, tại Trung và Đông Java là temu poh, đều có nghĩa là gừng xoài.

## Phân bố
Loài này là bản địa đảo Java, Indonesia nhưng hiện nay đã du nhập vào Malaysia bán đảo, Thái Lan, quần đảo Andaman (?) và Nicobar (Ấn Độ). Được tìm thấy ở cao độ tới 259 m. Loài này được gieo trồng nên phân bố tự nhiên tại Java của quần thể tự nhiên là không chắc chắn.

## Lưu ý
Không nhầm loài này với C. amada sinh sống ở đông và nam Ấn Độ, Bangladesh, Myanmar, Thái Lan và cũng có mùi xoài, với tên gọi trong tiếng Bengal tại Ấn Độ là amada. Khác biệt giữa hai loài này ở chỗ C. mangga có cụm hoa mọc ở bên, trong khi C. amada có cụm hoa mọc chính giữa.